# Hicesi (metge)
Hicesi (en llatí Hicesius, en grec antic Ἱκέσιος), va ser un metge grec que va viure probablement al final del segle i aC. El menciona Critó, segons diu Galè i era una mica anterior a Estrabó.
Va ser seguidor d'Erasístrat i va estar al capdavant d'una cèlebre escola de medicina establerta a Esmirna. Ateneu el cita repetidament i diu que era amic del metge Menòdor. Plini també en parla, i comenta que era un metge de no gaire autoritat. La ciutat d'Esmirna va encunyar dues medalles commemoratives de la feina d'aquest metge.